# District historique de Hassel Island
Le district historique de Hassel Island – ou Hassel Island Historic District en anglais – est un district historique sur l'île de Hassel Island, dans les îles Vierges des États-Unis. Protégé au sein du parc national des îles Vierges, il est inscrit au Registre national des lieux historiques depuis le 19 juillet 1976.